# Zaher Iskandarani
Zaher Iskandarani, numit și „Prințul Banatului” este un om de afaceri sirian, care deține afaceri în România. Este cercetat pentru activități ilegale, sub acuzația că a produs țigări - mărcile L&M, OK, VEGAS, Marlboro, Prestige  - în fabrica de la Săcălaz, pe care mai apoi le-ar fi vândut cu timbre false.
De asemenea a mai fost învinuit de operațiuni vamale ilicite cu utilaje de producție a țigărilor și alcoolului, în afara antrepozitului fiscal, precum și ascunderea sursei impozabile, prejudiciul adus statului Român fiind de aproape 580.000 de euro.
Iskandarani a fost cercetat în multe dosare penale de contrabandă cu țigări începând cu 1995, cu prejudicii de sute de mii de dolari aduse statului român, fiind arestat în repetate rânduri de magistrați.
El a adunat zeci de condamnări pentru șantaj, fals intelectual, fals în înscrisuri oficiale și instigare la călcarea de consemn.
Chiar și când se afla după gratii, în perioada 1998-1999, Zaher a reușit să corupă polițiști.
El a determinat un ofițer de la arestul Poliției Timiș să transmită contracost bilețele cu mesaje și instrucțiuni clare către familie și partenerii săi de afaceri.
Fostul șef al poliției române, generalul Ion Pitulescu a declarat că a fost amenințat de Zaher, și că acesta avea inclusiv informatori în structurile poliției.
Zaher a scăpat de o parte dintre condamnări după ce a fost grațiat conform legii 137/1997.
Anchetatorii au stabilit că, începând din 1990, Iskandarani a avut un rol important în contrafacerea și contrabanda cu țigări, fiind proprietarul unei fabrici din localitatea Jimbolia, județul Timiș.
Potrivit acestora, țigările erau destinate atât pieței din Europa de Vest, cât și Orientului Mijlociu.
Tutunul era livrat de la o firmă din Liban, care ar fi controlată de familia lui Iskandarani.
Probele administrate au arătat implicarea lui Zaher Iskandarani, Iovescu Eugen și Ghannoum Obayda în contrabanda cu utilaje de producție de țigarete importate din Italia.
În procesul de producție pentru contrafacerea acestor țigări erau folosite matrițe care erau montate pe utilaje și după realizarea unor mostre, se puneau elementele de identificare și marcare, apoi se trecea la lansarea în producție a țigaretelor contrafăcute.
Acestea erau depozitate temporar la sediul fabricii, în locuri special amenajate, iar Ghannoum Obayda se ocupa de depozitarea ulterioară a acestora, după care urma plasarea pe piața neagră.
Mai erau și alte persoane implicate, care întocmeau actele vamale și mediau relația cu lucrătorii vamali, pentru ca aceste țigări să fie exportate.
O alta parte a țigărilor contrafăcute erau comercializate în Complexul Euro-Timișoara de un alt cetățean sirian.
Tot în legătură cu activitatea ilegală a lui Zaher Iskandarani, DNA a anchetat și patru funcționari de la Direcția generală a Finanțelor Publice Timiș: Iulius Jichici - fost director executiv al Direcției Generale a Finanțelor Publice (DGFP) Timiș și Gheorghe Gruici - fost director adjunct în cadrul aceleiași direcții, pentru săvârșirea infracțiunilor de instigare la abuz în serviciu contra intereselor publice în formă calificată și instigare la fals intelectual.
A fost suspectat și într-un dosar de spălare de bani, dar a primit neînceperea urmăririi penale (NUP) în noiembrie 2009.
În acel dosar, anchetatorii au pierdut urma a 13,7 milioane de euro, care au dispărut în contul unei firme din Siria.
Prejudiciul provocat statului român a fost estimat la 1,8 milioane de euro.
Zaher Iskandarani, împreună cu fratele său, Maher Iskandarani, au fost cercetați pentru spălare de bani și de procurorii din Elveția, încă din 2008.
Pe 4 aprilie 2014 Zaher Iskandarani a fost condamnat definitiv la 5 ani de închisoare cu executare și la plata (în solidar cu alți 2 condamnați) a 1.874.000 lei, plus dobânzi către statul român. Condamnarea este pentru "inițiere și constituire a unui grup infracțional organizat având drept scop comiterea de infracțiuni grave, respectiv contrafacerea și contrabanda de mare anvergură cu țigări", fapte constatate în anul 2005, în urma unor descinderi ale DIICOT la fabrica de țigări din Săcălaz. În acest dosar el a fost arestat preventiv pe 19 mai 2005, dar eliberat câteva zile mai târziu. După condamnarea definitivă din 4 aprilie 2014, acesta nu a mai fost de găsit, fiind încarcerați numai ceilalți doi condamnați din același dosar.

## Legatură externă
- http://www.cotidianul.ro/puscariasul-fugar-zaher-iskandarani-fotografiat-la-o-cafea-in-liban-286487/